# Opuntia lasiacantha
Opuntia lasiacantha är en kaktusväxtart som beskrevs av Louis Ludwig Karl Georg Pfeiffer. Opuntia lasiacantha ingår i släktet fikonkaktusar, och familjen kaktusväxter. Inga underarter finns listade i Catalogue of Life.

## Bildgalleri

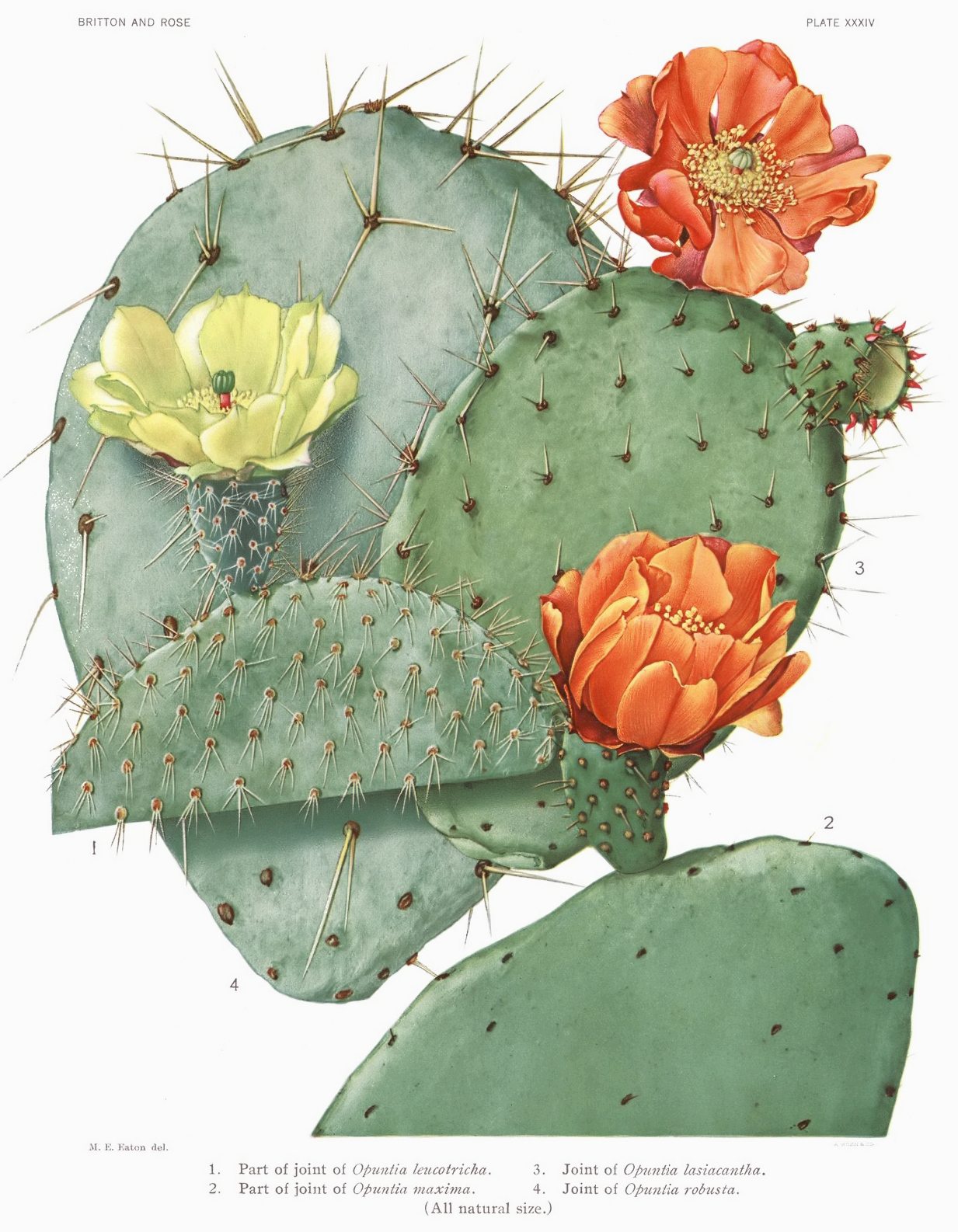